# 39 de trepte (film din 1935)
39 de trepte (în engleză The 39 Steps) este un film britanic, thriller, de mister, cu spioni care a fost regizat de Alfred Hitchcock în 1935, după un scenariu de Charles Bennett și Ian Hay bazat pe un roman omonim din 1915 de John Buchan. În rolurile principale au interpretat actorii Robert Donat, Madeleine Carroll, Lucie Mannheim și Godfrey Tearle.
A fost produs și distribuit de studiourile Gaumont-British Picture Corporation și a avut premiera la 6 iunie 1935. Coloana sonoră a fost compusă de Louis Levy și (nemenționat) de Jack Beaver.
Cheltuielile de producție s-au ridicat la peste 50.000 £.

## Rezumat
La un teatru muzical din Londra, Richard Hannay urmărește o demonstrație a superputerilor lui „Mr. Memory” atunci când începe să se tragă cu arma. În panica care a urmat, Hannay se trezește ținând în brațe pe Annabella Smith, necunoscută lui, care pare speriată și îl convinge să o ducă în apartamentul său. Acolo, ea îi spune că este o spionă urmărită de asasini și că a descoperit un complot pentru a fura informații militare vitale britanice, asasini în fruntea cărora se află un bărbat care nu are un deget la o mână. Ea menționează „Cei 39 de pași”, dar nu explică ce înseamnă și că trebuie să ia legătura cu profesorul Jordan în caz de pericol.

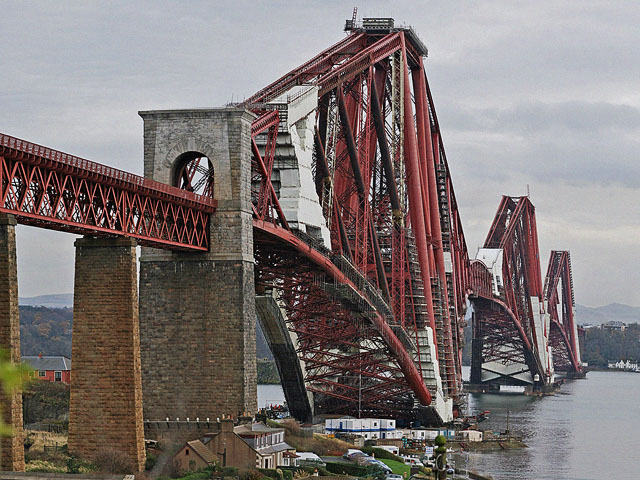
Forth Bridge în 2007

Mai târziu în aceiași seară, Smith, înjunghiată mortal, intră în dormitorul lui Hannay și îl avertizează să fugă. El găsește o hartă cu Highland, Scoția strânsă în mâna ei, arătând zona din jurul satului Killin, cu o casă sau o fermă numită „Alt-na-Shellach” însemnată pe hartă. El se furișează din apartamentul său, deghizat în băiatul care aduce lapte pentru a evita asasinii care așteaptă afară. Apoi urcă în trenul expres Flying Scotsman către Scoția. Află dintr-un ziar că este urmărit la nivel național pentru uciderea Annabellei Smith. Când vede poliția răscolind trenul, intră într-un compartiment și începe să o sărute pe singura ocupantă, Pamela, într-o încercare disperată de a scăpa de polițiști. Ea însă îi avertizează pe aceștia, care opresc trenul pe podul Forth. Hannay scapă.

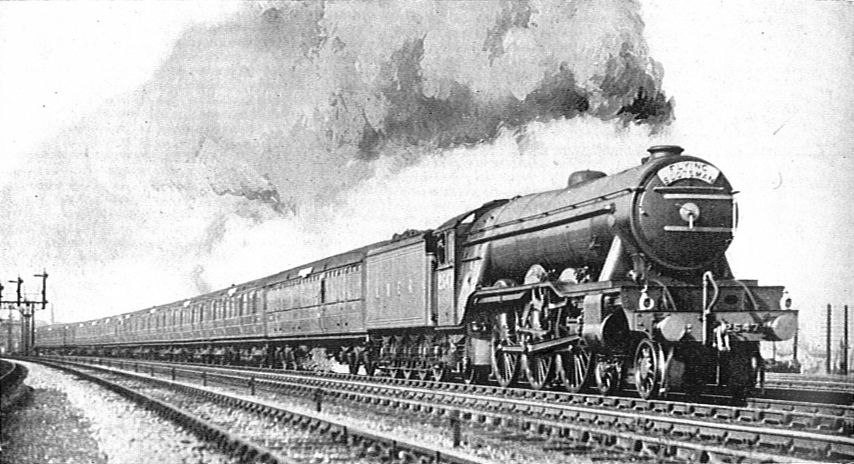
Trenul express Flying Scotsman în 1928

Se îndreaptă spre Alt-na-Shellach, rămânând noaptea la un fermier sărac (crofter) care are o soție mult mai tânără. A doua zi dimineață devreme, soția vede o mașină de poliție care se apropie și îl avertizează pe Hannay; îi dă și haina cea mai bună a soțului ei. Hannay fuge. Poliția îl urmărește, folosind și un planor, dar el scapă din nou. În cele din urmă ajunge la casa profesorului Jordan. Poliția ajunge, dar Jordan îi trimite într-o direcție greșită și ascultă povestea lui Hannay după ce i-a condus afară pe oaspeți (inclusiv șeriful local). Hannay afirmă că liderului spionilor îi lipsește articulația superioară a degetului mic de la mâina stângă, dar Jordan își arată mâna dreaptă, unde lipsește articulația respectivă la un deget, apoi îl împușcă pe Hannay și îl lasă, considerând că este mort.
Din fericire, glonțul s-a oprit în cartea de imnuri din buzunarul hainei crofterului. Hannay se duce la șerif. Când sosesc mai mulți polițiști, șeriful dezvăluie că nu a crezut povestea fugarului, deoarece Jordan este cel mai bun prieten al său. Poliția îl încătușează pe Hannay, dar el sare printr-o fereastră. Încearcă să se ascundă la o întâlnire politică unde este confundat cu invitatul special. Ține un discurs improvizat trepidant - fără să știe nimic despre candidatul pe care îl prezintă - dar este recunoscut de Pamela, care îl dă din nou pe mâna poliției. El este luat de polițiști, care insistă ca Pamela să îi însoțească, încătușând-o de Hannay. Când conduc pe un drum greșit, Hannay își dă seama că sunt spioni. Când bărbații ies să împrăștie o turmă de oi care le blochează drumul, Hannay scapă, trăgând-o pe Pamela după el, care se opune.
Își croiesc drum prin țară și noaptea rămân la un han ca o presupusă familie. În timp ce Hannay doarme, Pamela reușește să scape de cătușe, dar apoi aude afară unul dintre falșii polițiști la telefon, confirmând afirmațiile lui Hannay. Se întoarce în cameră și doarme pe o canapea. A doua zi dimineață, ea îi spune ce a auzit. O trimite la Londra pentru a alerta poliția. Cu toate acestea, nu au fost raportate documente secrete dispărute, așa că nu o cred. În schimb, ei o urmăresc pentru a-l găsi pe Hannay.
Pamela îi conduce la London Palladium. Când este prezentat Mr. Memory, Hannay recunoaște ce fredona mereu - o melodie enervantă pe care nu a putut să o uite. Hannay, văzându-l pe profesorul Jordan arătând spre domnul Memory, își dă seama că domnul Memory a memorat secretele ministerului aviației pentru a fi scoase de acesta informațiile din țară. În timp ce poliția îl arestează pe Hannay, el strigă la Mr. Memory: „Ce înseamnă cele 39 de trepte (pași)?” Dl Memory răspunde fără să vrea că: „este o organizație de spioni, care colectează informații în numele Biroului de Externe al guvernului...”, moment în care Jordan îl împușcă, înainte de a fi reținut. În timp ce moare, domnul Memory recită informațiile memorate: designul unui motor silențios al unei aeronave.

## Distribuție
Au interpretat actorii:
- Robert Donat - Richard Hannay
- Madeleine Carroll - Pamela
- Lucie Mannheim - Annabella Smith
- Godfrey Tearle - Profesor Jordan

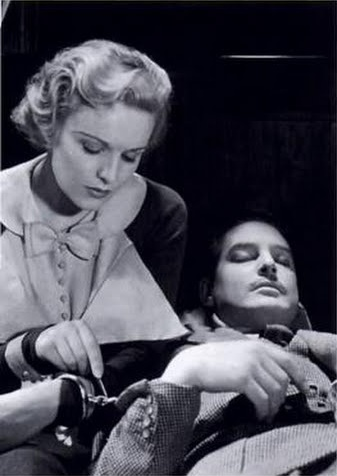

- Peggy Ashcroft - Margaret, soția arendașului
- John Laurie - John, arendaș
- Helen Haye - Mrs. Louisa Jordan, soția profesorului
- Frank Cellier - Șerif Watson
- Wylie Watson - Mr. Memory (Domnul Memorie)
- Gus McNaughton - comis-voiajor
- Jerry Verno - comis-voiajor
- Peggy Simpson - Maid
- Matthew Boulton - polițist fals
- Frederick Piper - omul care aduce lapte (nemenționat)
- Ivor Barnard - Președinte al ședinței politice (nemenționat)
- Elizabeth Inglis - Pat, fiica profesorului Jordan (nemenționată)

## Producție și primire
Scenariul a fost scris inițial de Charles Bennett, care a realizat prima versiune în strânsă colaborare cu Hitchcock; Ian Hay a scris apoi o parte a dialogurilor.
Intriga filmului se îndepărtează semnificativ de romanul lui John Buchan, cu scene precum în sala de muzică și Podul Forth absente în carte. Hitchcock a introdus, de asemenea, cele două personaje feminine majore, Annabella, spionul și Pamela, tovarășul reticent. În acest film, 39 de trepte (The 39 Steps) se referă la o organizație clandestină, în timp ce în carte și în celelalte ecranizări se referă la un număr de pași fizici, spionii germani fiind numiți „Piatra Neagră”. Având-o pe Annabella care să-i spună lui Hannay că merge pentru a întâlni un bărbat în Scoția (și care îi dă o hartă cu casa Alt-na-Shellach însemnată) Hitchcock evită coincidența improbabilă din romanul lui Buchan, în care Hannay, cu întreaga țară în care poate să se ascundă, ajunge pe jos tocmai în acea casă în care locuiește șeful spionilor.
39 de trepte a fost un film britanic important al timpului său. Compania de producție, Gaumont-British, a fost dornică să-și distribuie filmele pe piața internațională și mai ales în Statele Unite, iar acest film a fost conceput ca un vehicul principal în acest scop. Dacă filmul anterior al lui Hitchcock, Omul care știa prea multe, a costat 40.000 de lire sterline, 39 de trepte a costat aproape 60.000 de lire sterline. O mare parte din banii în plus s-au dus pe salariile vedetelor ca Robert Donat și Madeleine Carroll. Ambii au jucat deja în filme de la Hollywood și, astfel, erau cunoscuți publicului american. Într-o perioadă în care cinematografia britanică avea puține vedete internaționale, acest lucru era considerat vital pentru succesul filmului. Hitchcock a auzit că industriașul scoțian și pionierul de aviație James G. Weir a făcut naveta zilnic într-un planor pentru a lucra și a folosit avionul în film.
Recenziile contemporane au fost foarte pozitive. Andre Sennwald de la New York Times a scris: „Dacă lucrarea [aceasta] are un singur rival ca melodrama cea mai originală, literată și distractivă în 1935, atunci [acesta] trebuie să fie Omul care știa prea multe, care este, de asemenea, din atelierul domnului Hitchcock.” A fost votat cel mai bun film britanic din 1935 de către The Examiner (o publicație tazmaniană) într-un sondaj public.  A fost al 17-lea cel mai popular film la box office-ul britanic în 1935–36.
Dintre cele patru versiuni majore ale romanului (vezi mai jos), filmul lui Hitchcock a fost cel mai apreciat.
A fost unul dintre filmele preferate de Orson Welles dintre cele regizate de Hitchcock și Welles a spus despre acest film: „Doamne, ce capodoperă.”
Este pe locul 4 în Lista Institutului Britanic de Film a celor mai bune 100 de filme britanice.